# Vicente Feola
Vicente Feola   (São Paulo, 1 de novembre de 1909 - São Paulo, 6 de novembre de 1975) fou un futbolista brasiler i entrenador.

## Selecció del Brasil
Va formar part de l'equip brasiler a la Copa del Món de 1958 com a entrenador.

## Palmarès

### Entrenador
São Paulo FC
- Campionat paulista: 1948, 1949

Brasil
- Copa del Món de futbol: 1958